# Gil Dias
Gil Bastião Dias (Gafanha da Nazaré, 1996. szeptember 28. –) portugál utánpótlás válogatott labdarúgó, a VfB Stuttgart játékosa, középpályás.

## Pályafutása

### Klubcsapatokban
2004-ben szülővárosában kezdett el edzésekre járni a helyi csapathoz. Ifista karrierjét a Bragaban hagyta abba, ám itt csak a B csapatban játszhatott. 2015-ben a Monaco labdarúgója lett. Karrierje nagy részét itt töltötte, habár főként kölcsönben játszott, többek között 3 portugál csapatban (Varzim SC, FC Famalicão, Rio Ave FC). Játszott kölcsönben Olaszországban a Fiorentina csapatában, Angliában a Nottingham Forestben, Görögországban a Olimbiakószban, és végül Spanyolországban a Granadát erősítette. 2021 nyarán jelentették be, hogy hazaigazol és 2026-ig szóló szerződéssel a Benfica csapatát erősíti. 2023. január 30-án jelentette be a német VfB Stuttgart, hogy leigazolták az akkor 26 éves középpályást 2025-ig szóló szerződéssel.

### A válogatottban
Többszörös utánpótlás válogatott. A Portugál U18-tól egészen az U21-ig mindegyik válogatottban játszott.